# Mercedes MGP W02
A Mercedes MGP W02 egy Formula–1-es versenyautó, amelyet a Mercedes Grand Prix tervezett a 2011-es Formula–1 világbajnokságra. Ez a második autó volt amit építettek, amióta 2009 végén megvásárolták a Brawn GP-t. Az autót a hétszeres világbajnok Michael Schumacher és Nico Rosberg vezette az egész szezon során. 2011. február 1-jén Spanyolországban a Circuit Ricardo Tormo elnevezésű verseny pályán avatták fel. Az MGP W01 egy sötétebb ezüst festéssel mutatták be. Schumacher és Rosberg is vezette az autót első tesztnapon Valenciában.
Ez a Mercedes csapat történetének legsikertelenebb autója, ugyanis egyetlen dobogós helyezést sem sikerült elérniük vele. Legjobb eredményük Schumacher kanadai negyedik helyezése volt. Az idény végét a csapat így is konstruktőri negyedikként zárta.

## Eredmények
| Év   | Csapat               | Motor           | Gumik | Pilóták    | 1   | 2   | 3   | 4   | 5   | 6   | 7   | 8   | 9   | 10  | 11  | 12  | 13  | 14  | 15  | 16  | 17  | 18  | 19  | Pontok | Helyezés |
| ---- | -------------------- | --------------- | ----- | ---------- | --- | --- | --- | --- | --- | --- | --- | --- | --- | --- | --- | --- | --- | --- | --- | --- | --- | --- | --- | ------ | -------- |
| 2011 | Mercedes GP Petronas | Mercedes FO108Y | P     |            | AUS | MAL | CHN | TUR | ESP | MON | CAN | EUR | GBR | GER | HUN | BEL | ITA | SIN | JPN | KOR | IND | ABU | BRA | 165    | 4.       |
| 2011 | Mercedes GP Petronas | Mercedes FO108Y | P     | Schumacher | KI  | 9   | 8   | 12  | 6   | KI  | 4   | 17  | 9   | 8   | KI  | 5   | 5   | KI  | 6   | KI  | 5   | 7   | 15  | 165    | 4.       |
| 2011 | Mercedes GP Petronas | Mercedes FO108Y | P     | Rosberg    | KI  | 12  | 5   | 5   | 7   | 11  | 11  | 7   | 6   | 7   | 9   | 6   | KI  | 7   | 10  | 8   | 6   | 6   | 7   | 165    | 4.       |